# Žanna Nemcova
Žanna Borisovna Nemcova (in russo Жа́нна Бори́совна Немцо́ва?; Gor'kij, 26 marzo 1984) è una giornalista russa, attivista per i diritti umani, conduttrice televisiva del canale televisivo RBC nel 2011-2015. Da agosto 2015 a gennaio 2020 ha lavorato in Germania come reporter per l'edizione russa della compagnia televisiva e radiofonica tedesca Deutsche Welle e conduttrice del programma televisivo Nemcova. Interv'ju e DW News.

## Biografia

### Primi anni
Nemcova è nata a Gor'kij, in Unione Sovietica, ora Nižnij Novgorod, in Russia, il 26 marzo 1984, dallo statista russo Boris Nemcov e dall'investitrice parzialmente tartara Raisa Achmetovna Nemcova. Si è laureata presso l'Istituto statale di relazioni internazionali di Mosca. Sempre a Mosca, ha conseguito una seconda laurea in giurisprudenza presso l'Università di diritto Kutafin di Mosca.
La Nemcova ha lavorato nella stazione radio Eco di Mosca e ha gestito il sito web di suo padre. Successivamente ha lavorato come giornalista economica per l'emittente televisiva russa RBC-TV, conducendo trasmissioni (i programmi Rynki, Global'nyj vzgljad, Financy pod kontrolem, Financovye novosti), e intervistando rappresentanti di aziende e politici. Una volta, il 13 aprile 2013, Žanna ha intervistato suo padre, Boris Nemcov, su RBC live, che ha ricordato gli incontri a Nižnij Novgorod con il primo ministro britannico Margaret Thatcher.
Il 27 febbraio 2015, suo padre è stato assassinato sul ponte Bol'šoj Moskvoreckij nel centro di Mosca. Nemcova ha chiesto un'indagine adeguata, ha ricevuto minacce, in un'intervista al quotidiano Die Welt ha raccontato che il Cremlino aveva chiesto il suo licenziamento dal canale televisivo russo RBC, ma il proprietario e i gestori del canale lo avevano negato. Tuttavia, la minaccia di licenziamento e quelle sulla sua incolumità erano rimaste, quindi lei stessa decise di andarsene andarsene per la sua sicurezza Nemcova rifugiandosi in Germania nel giugno 2015 F e ottenne un contratto con la Deutsche Welle. Dall'agosto 2015 ha lavorato nella redazione russa dell'emittente straniera a Bonn e per anni ha condotto il proprio programma di interviste per DW.
Dopo l'assassinio di suo padre, il 9 novembre 2015 ha creato a Bonn la Fondazione Boris Nemcov "Za Svobody": i progetti includono l'annuale Premio Boris Nemcov "Per il coraggio nella difesa dei valori democratici", il Forum Nemcov e una scuola estiva di giornalismo. Nel 2016 ha istituito il Premio Boris Nemcov: i vincitori finora sono stati il giornalista e politico liberale Lev Šlosberg nel 2016, l'attivista per i diritti civili Ildar Dadin nel 2017, Nadežda Mitjuškina, membro del movimento Solidarietà nel 2018, l'attivista Anastasija Ševčenko nel 2019 e l'attivista Konstantin Kotov nel 2020. Il vincitore del 2021 è il politico Aleksej Naval'nyj.

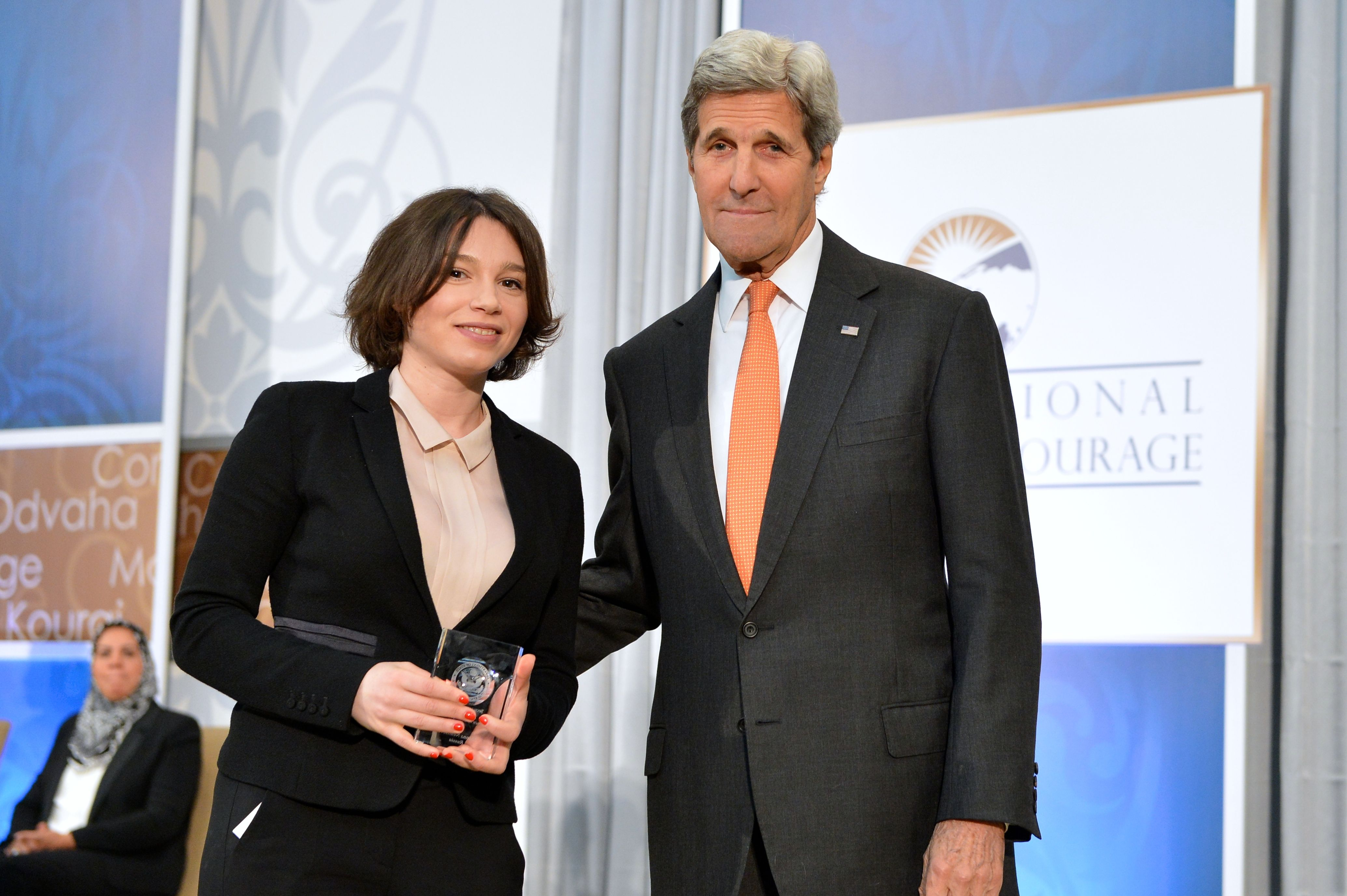
Il Segretario di Stato Usa Perry con Žanna Nemcova alla premiazione dell'"International Women of Courage Award" nel 2016

Il 18 marzo 2016 alla Fiera del libro di Lipsia c'è stata la presentazione ufficiale (in tedesco) del libro di Nemcova Razbudit' Rossiju (Разбудить Россию).
Da agosto 2015 a gennaio 2020, Nemcova ha lavorato nell'edizione russa della compagnia televisiva e radiofonica tedesca Deutsche Welle a Bonn, dove ha condotto il programma  Nemcova. Interv'ju. Gli ospiti del programma sono stati nel tempo John McCain, Marco Rubio, Boris Johnson, Francis Fukuyama, Mikheil Saak'ashvili, Aleksej Naval'nyj, Boris Akunin, Čulpan Chamatova, Vakhtang Kikabidze, Igor' Kolomojskij, Nikol Pašinjan, Sergej Jastržembskij, Qasym-Jomart Toqaev.
Nel 2020, Nemcova è stata nominata co-direttrice del Centro Nemcov, creato dalla Fondazione Nemcov e dalla Facoltà di Filosofia dell'Università Carolina di Praga.
Oltre al russo, parla correntemente inglese e portoghese.

### Boris Nemtsov Plaza a Washington

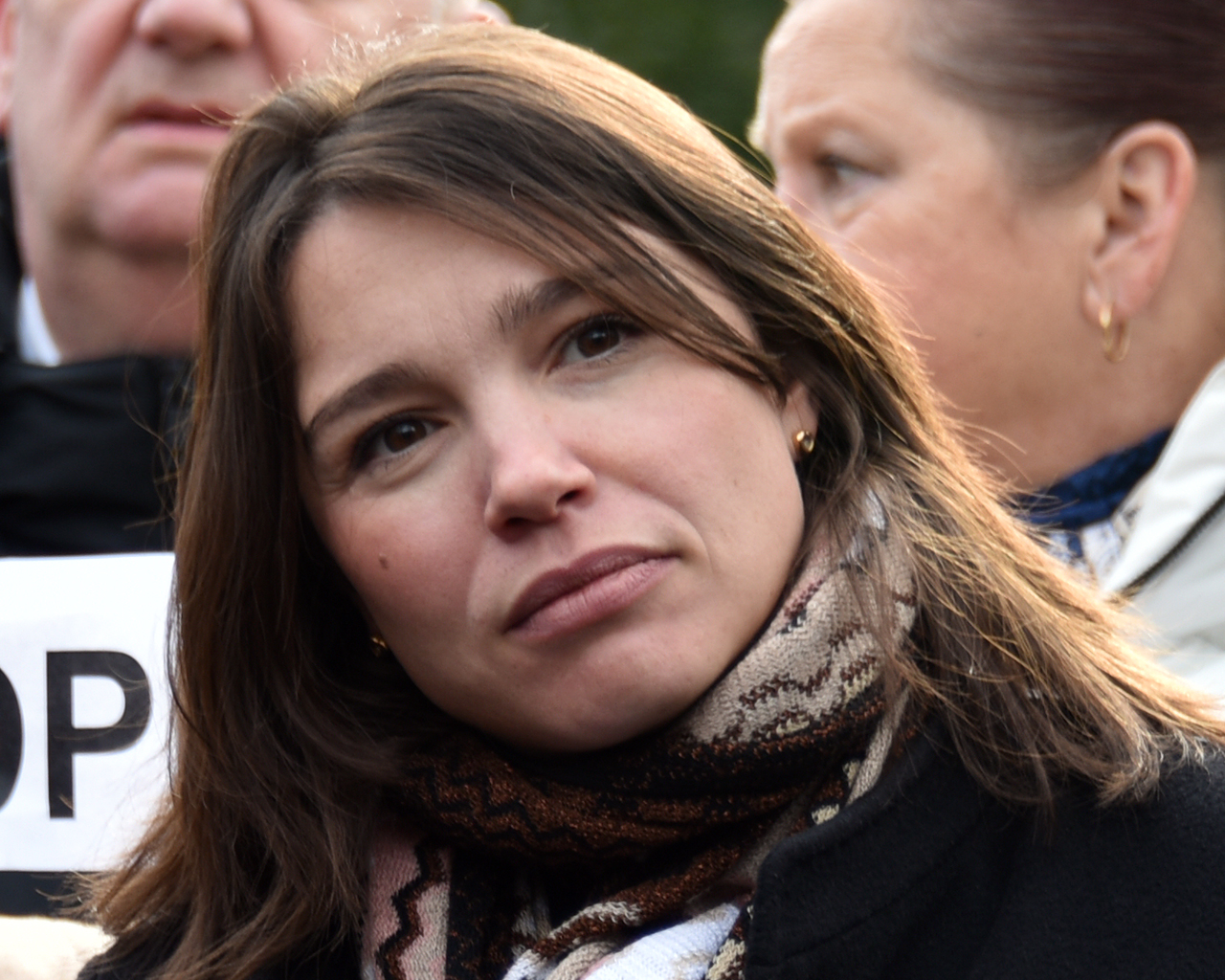
Žanna Nemcova nel 2020

Il 6 dicembre 2017, Nemcova si è recata negli Stati Uniti, accompagnata da altri membri della famiglia e dissidenti russi, per sollecitare i membri del Consiglio di Washington, il governo locale della capitale degli Stati Uniti, a rinominare una parte della strada di fronte all'ambasciata russa “Boris Nemtsov Plaza” in onore di suo padre e come segnale alle autorità russe della disapprovazione degli Stati Uniti per le loro politiche e per il loro presunto ruolo nell'assassinio di Nemcov. La legislazione per apportare formalmente il cambiamento è stata co-sponsorizzata dal presidente del Consiglio, Phil Mendelson,  che si aspettava che il disegno di legge fosse approvato dal Consiglio all'inizio del 2018. Il 9 gennaio 2018, il Consiglio ha approvato all'unanimità il “Boris Nemtsov Plaza Designation Act del 2017” che ha autorizzato la ridenominazione, in vigore dal 5 maggio 2018.

### Attività politica e Vladimir Putin
Fin dai suoi anni da studentessa, ha partecipato attivamente al movimento liberale giovanile. Nel 2003 ha preso parte alla campagna elettorale del '"Unione delle forze giuste" nella città di Soči.
Nel 2005, a 21 anni, si è candidata alla Duma della città di Mosca dell'"Unione delle forze di destra" in uno dei 15 collegi elettorali a mandato unico della città. Nelle elezioni del suo collegio, Nemcova si è classificata al terzo posto su sette candidati, ottenendo il 9,19% (per un totale di 13.140 voti)..
Nel 2009, rispondendo alle domande della rivista Elle, Nemcova ha ammesso di simpatizzare per Vladimir Putin, sebbene non ne faccia un idolo e non condivida alcune delle sue decisioni. Considera Putin una personalità forte e straordinaria che ha tenuto il potere quando era molto difficile, un uomo "moderno, preparato e terribilmente laborioso, che ha fatto molto per il Paese. Ha riconosciuto di essere "eccezionalmente ammirata" per il fatto che il presidente della Russia faccia sport, non fumi, non beva.
Commentando l'omicidio di suo padre, Nemcova ha dichiarato nel marzo 2015 di non poter attribuire la colpa direttamente a Putin, ma ritiene che le autorità, compreso il presidente russo, "siano responsabili politicamente" della tragedia. Nel 2017, durante il processo, Nemcova ha sostenuto che solo gli autori del crimine erano sul banco degli imputati e che i veri organizzatori e clienti che ricoprivano alte cariche non sono mai stati assicurati alla giustizia..
Il 27 maggio 2015, tre mesi dopo l'assassinio del padre, ha tenuto un "Discorso sulla libertà" a Berlino su invito della Fondazione tedesca Friedrich Naumann, che gravita intorno al Partito Liberale Democratico (FDP). Nemcova ha dedicato una parte significativa del suo discorso alla propaganda in corso nei media statali russi, che ha definito "un'arma di distruzione di massa del cervello dei russi". In particolare, Nemcova ha condannato la campagna di informazione in corso dei media russi contro l'Ucraina, "la diffusione dell'ideologia arcaica, sciovinista, clericale, xenofoba e imperiale", creando l'immagine del nemico di fronte agli Stati Uniti e contro il culto della personalità del presidente Putin.

## Vita privata
Nel 2004, ha incontrato il banchiere Dmitrij Stepanov (15 anni più di lei), allora vicepresidente della Petrocommerc Bank, e lo ha sposato nel 2007. Insieme hanno avviato un'attività di famiglia, hanno aperto la società "Mercury Capital Trust". Nel 2010 il matrimonio si è sciolto.
Il 1º ottobre 2021, Žanna Nemcova ha annunciato il suo fidanzamento con l'attivista civile Pavel Elizarov.
Žanna Nemcova ha un fratellastro, Anton (nato nel 1995), studente presso l'Istituto di Fisica e Tecnologia di Mosca, e le sorellastre Dina (nata nel 2002) e Sof'ja (nata nel 2004).  Il 1º settembre 2017, il tribunale Zamoskvoreckij di Mosca ha riconosciuto il figlio della manager Ekaterina Iftodi, Boris, nato nel 2014, come figlio di Boris Nemcov.

## Riconoscimenti
- Il 4 agosto 2015, Nemcova ha ricevuto in Polonia il Premio per la solidarietà Lech Wałęsa dal Ministero degli Affari Esteri da 1,1 milioni di dollari per aver sostenuto la democrazia e i diritti umani.[31]
- Nel 2016 ha ricevuto un International Women of Courage Award.[32]